# Каменка (Заводскослободский сельсовет)
Каменка — деревня в составе Заводскослободского сельсовета Могилёвского района Могилёвской области Белоруссии.

## Географическое положение
Ближайшие населённые пункты: Бокотовка, Орлянка, Островщина.